# CNP Assurances
CNP Assurances S.A. es una de las mayores aseguradoras francesas, líder en los seguros de vida y los seguros prestatarios en el país; es la sexta aseguradora europea. CNP proviene de Caisse Nationale de Prévoyance. Está listada en el Fortune Global 500.
Por la ley de privatización de julio de 1992 y por la estructura de su accionariado, CNP Assurances es una empresa del sector público. Desde su entrada en bolsa en 1998, CNP Assurances tiene un accionariado estable, concretado por la signatura de un pacto entre sus principales accionistas. La Caisse des Dépôts (que posee el 40 %), La Banque Postale y el BPCE, reagrupados en el seno del Sopassure, así como el Estado francés.